# Akei jezik
Akei jezik (tasiriki; ISO 639-3: tsr), austronezijski jezik uže sjeverne i centralne vanuatske skupine, kojim govori 650 ljudi (Wurm and Hattori 1981) na jugozapadu otoka Espiritu Santo (Santo) u pacifičkoj otočnoj državi Vanuatu.
Sličan je jeziku fortsenal [frt] s kojim uz još 22 jezika pripada podskupini zapadni santo.

## Vanjske poveznice
- Ethnologue (14th)
- Ethnologue (15th)